# Bioparc Fuengirola
El Bioparc Fuengirola és un parc zoològic situat a Fuengirola, a Andalusia. S'especialitza en espècies tropicals adaptades als ambients forestals, principalment d'Àsia, Àfrica i les illes de l'Indo-Pacífic. El gestiona l'empresa Rain Forest Valencia, que també gestiona el Bioparc València.
Va ser inaugurat l'any 1978 com a Zoo de Fuengirola i renovat l'any 1999, el 2010 va canviar el seu nom a Bioparc Fuengirola.
És membre permanent de l'Associació Europea de Zoos i Aquaris, es dedica a la conservació ex situ participant en programes europeus per a espècies en perill d'extinció.